# توماس أستروك
توماس أستروك (بالإنجليزية: Thomas Astruc)‏ (وُلِدَ في: 18 يناير 1975) رسام رسوم متحركة ومخرج وكاتب وفنان فرنسي. اشتهر بإنشاء وإخراج المسلسل التلفزيوني ميراكيولوس: مغامرات الدعسوقة والقط الأسود   لكنه اخرج العديد من حلقات Wakfu. قبل ذلك، عمل ايضًا كمخطط وفنان في Bob Morane ووبلاك ومورتيمر